# Amaryllis belladonna
Amaryllis belladonna es una planta perenne y bulbosa nativa de Sudáfrica, cuya característica más destacada es que sus flores atrompetadas aparecen después que las hojas. Durante mucho tiempo se la consideró la única especie del género Amaryllis, hasta que la botánica Dierdre Snijman describió en 1998 a A. paradisicola.

## Descripción
La floración se produce normalmente en los meses de invierno y las flores surgen en el extremo de largos tallos, ofreciendo un amplio espectro cromático que va desde el blanco al naranja pasando por el rosa y el rojo.

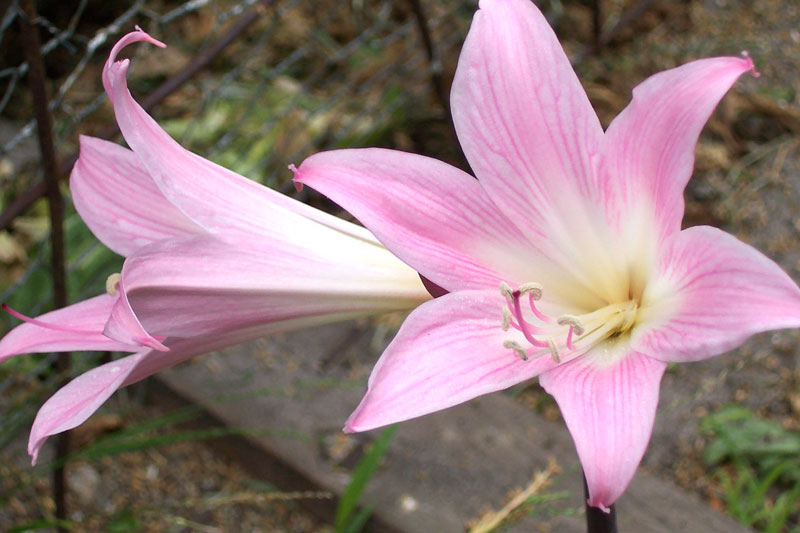
Amaryllis belladonna.

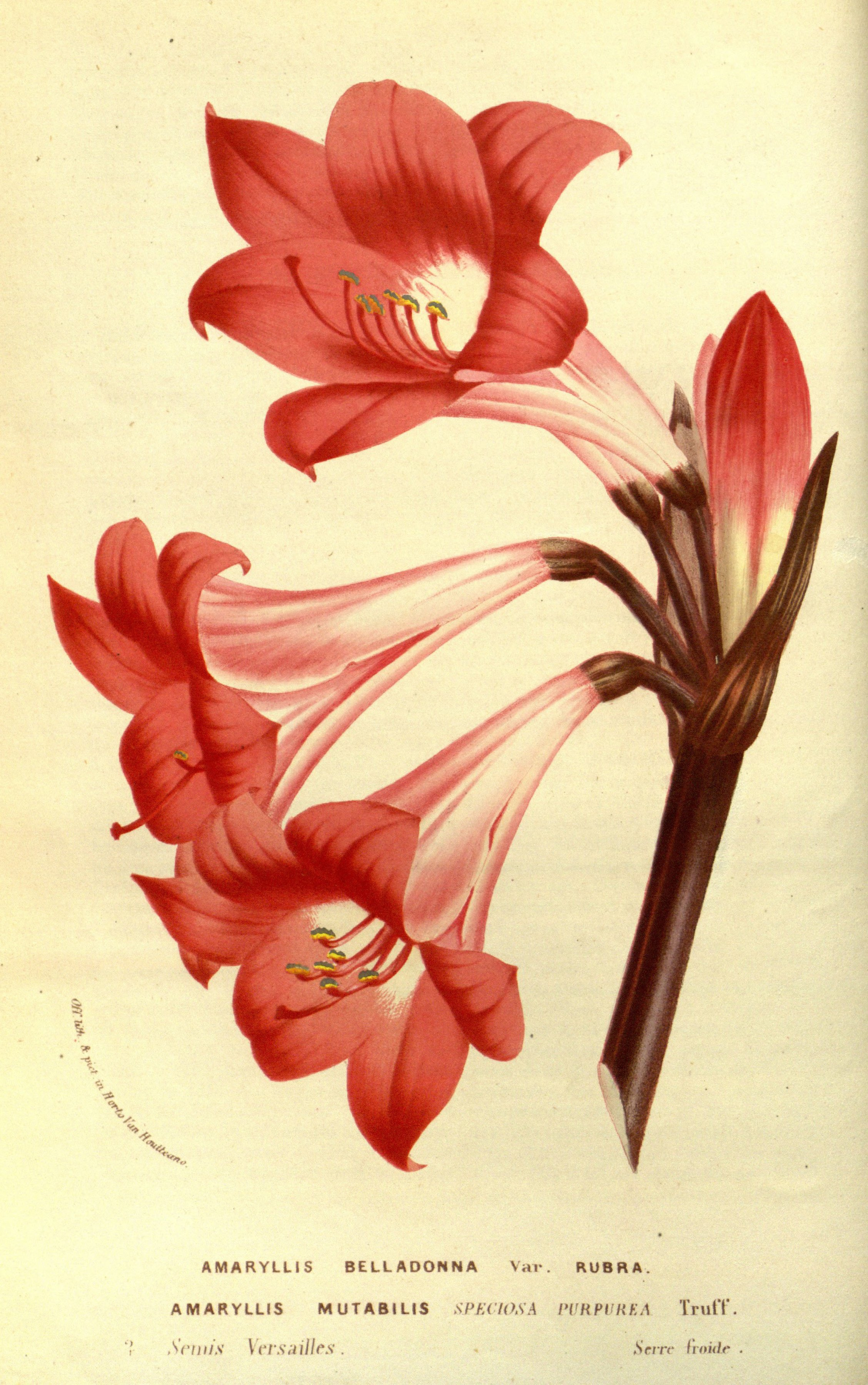
Ilustración

Es una bulbosa, cada bulbo de 5 a 10 cm de diámetro. Hojas de 30 a 50 cm de longitud y 2 a 3 cm de ancho, arregladas en dos filas. Las hojas se producen en otoño y eventualmente caen en primavera. El bulbo luego entra en dormancia hasta fines del verano.

## Cuidados
Es bueno plantarla en primavera, en maceta estrecha y profunda, para facilitar el enraizamiento. El suelo ideal para su crecimiento es una mezcla de tierra de jardín y tierra de castaño.
Uno de los principales focos de atención de los cuidados de la amaryllis en invierno son las yemas de los tallos, porque si estas mueren la planta no crecerá. Para que esto no suceda pueden cubrirse aquellas zonas en donde se encuentren las yemas con paja. Cuando se quiera resguardar de las heladas a toda la planta en general se debe preparar un manto grueso con paja, hojarasca e incluso helechos.

### Riego
En los primeros días de cultivo basta con mantener el sustrato húmedo, pero paulatinamente los riegos deberán ir aumentando en cantidad y frecuencia según vaya creciendo la planta. Normalmente es suficiente con asegurarle un sustrato húmedo.
Esta planta varía sus necesidades de luz según la época del año. Lo mejor nada más plantar una amaryllis es colocar la maceta en un lugar sombrío y, más adelante, cuando aparezcan los capullos, trasladarla a una zona luminosa y soleada para que pueda recibir los rayos del sol.

## Taxonomía
Amaryllis belladonna fue descrita por Carlos Linneo y publicado en Sp. Pl. 293, en 1753.
Etimología
Amaryllis: nombre genérico que se toma de una frase en la pastoral de Virgilio "Églogas", en idioma griego αμαρυσσω, (Latín amarysso) significando "para encender."
belladonna: epíteto latino que significa "bella dama".
Sinonimia
| - Amaryllis blanda Ker Gawl. - Amaryllis longipetala Lem. ( - Amaryllis obliqua L.f. ex Savage - Amaryllis pallida Delile - Amaryllis pudica Ker Gawl. - Amaryllis regalis Salisb. - Amaryllis rosea Lam. - Belladonna blanda (Ker Gawl.) Sweet - Belladonna pallida (Delile) Sweet - Belladonna pudica (Ker Gawl.) Sweet - Belladonna purpurascens Sweet - Brunsvigia blanda (Ker Gawl.) L.S.Hannibal - Brunsvigia major Traub - Brunsvigia rosea (Lam.) L.S.Hannibal - Brunsvigia rosea var. blanda (Ker Gawl.) Traub | - Brunsvigia rosea var. elata L.S.Hannibal - Brunsvigia rosea var. longipetala (Lem.) Traub - Brunsvigia rosea var. major L.S.Hannibal - Brunsvigia rosea var. minor L.S.Hannibal - Brunsvigia rosea var. pallida (Delile) L.S.Hannibal - Brunsvigia rosea var. pudica (Ker Gawl.) L.S.Hannibal - Callicore rosea (Lam.) Enlace - Coburgia belladonna (L.) Herb. ex Sims - Coburgia blanda (Ker Gawl.) Herb. ex Sims - Coburgia pallida (Delile) Herb. - Coburgia pudica (Ker Gawl.) Herb. ex Sims - Coburgia rosea (Lam.) Gouws - Imhofia rosea (Lam.) Salisb. - Leopoldia belladonna (L.) M.Roem. - Zephyranthes pudica (Ker Gawl.) D.Dietr. |

## Nombre común
Amariles, azucena de San Miguel, azucena de Santa Paula, Azucena de marzo, Azucena Rosada, la suegra y la nuera, flor de San Francisco.